# Авадай
Авада́й (рос. Авадай, башк. Әүәҙәй) — присілок у складі Аскінського району Башкортостану, Росія. Входить до складу Кубіязівської сільської ради.
Населення — 13 осіб (2010; 31 у 2002).
Національний склад:
- башкири — 97 %